# Charlotte Rowan
Charlotte Rowan (født 2. maj 1995) er en engelsk kordirigent og chefdirigent for DR Pigekoret.
Rowan begyndte en musikalsk karriere som korsanger ved Liverpool Metropolitan Cathedral, og blev kirkens såkaldte Organ Scholar som blot 17-årig.
Hun har en bachelor i musik fra Cambridge Universitet og en kandidatuddannelse i korledelse fra Det Jyske Musikkonservatorium i Aarhus.
I Cambridge dirigerede Rowan universitetets kor.
I Danmark fik hun arbejde som leder af Herning Kirkes Drengekor, og viste sig som sådan på dansk tv i et afsnit af Fællessang – hver for sig med Nu falmer skoven trindt om land.
I 2023 kom Rowan til DR som chefdirigent for DR Pigekoret.
I den rolle har hun dirigereret til koncerter så som nytårskoncerten Vær Velkommen 2024, Pigekorets Forår 2024, DR Pigekoret og Grundtvig i juni 2024,
Pigekorets jul i 2024, Vær Velkommen 2025 og DR Pigekorets forår 2025